# 134178 Markchodas
134178 Markchodas este o planetă minoră (asteroid) din centura de asteroizi. A fost descoperită pe 2 februarie 2005 la Catalina Station⁠(d) de Catalina Sky Survey. 
Obiectul prezintă o orbită caracterizată de o semiaxă mare de 3,1483651395916 UAi, o excentricitate de 0,15, o înclinație de 1,9 ° în raport cu ecliptica.